# Anna Gréki
Anna Gréki, nata Colette Anna Grégoire (Batna, 14 marzo 1931 – Algeri, 6 gennaio 1966), è stata una poetessa francese naturalizzata algerina, figura importante nella lotta per l'indipendenza dell'Algeria dalla Francia.

## Vita
Colette Anna Grégoire nasce il 14 marzo 1931 a Batna, nell'Algeria francese. Passa la sua infanzia a Menaa, una piccola cittadina sul massiccio dell'Aurès, in una comunità berbera. Appartiene alla terza generazione di una famiglia francese stabilitasi in Algeria, l'unica famiglia di insegnanti progressisti (il padre insegnava in una scuola elementare) ad essere integrata nella cultura musulmana. Durante l'adolescenza, Anna e la sua famiglia conobbero gravi problemi economici, ma grazie alla comunità berbera di cui facevano parte, riuscirono a condurre una vita dignitosa. Anna Gregoire divenne presto molto sensibile ad argomenti come la discriminazione e l'ingiustizia del sistema coloniale.
Svolse i suoi studi primari a Collo, i secondari a Skikda (a quel tempo Philippeville) e frequentò la facoltà di lettere all'università di Parigi, che interruppe per tornare in Algeria per prendere parte alla lotta per l'indipendenza.
Nel 1955 si unì al Partito Comunista Algerino (PCA), in un periodo in cui il comunismo era proibito, e lottò per la parità dei diritti fra uomini e donne. Nell'aprile del 1957 fu arrestata ed imprigionata ad Algeri nella prigione Barbarossa, dove le donne venivano picchiate, abusate e torturate con acqua ed elettricità. Mandata in un campo di prigionia, nel 1958 venne deportata, probabilmente a causa delle sue origini francesi.
Si sposò nel 1960 a Tunisi con un algerino di nome Jean Claude Melki. Il suo nome d'arte, Anna Gréki, si formò dalla fusione dei suoi due cognomi, quello da nubile Anna Grègoire e quello da sposata Melki. A Tunisi, Anna Gréki pubblicò il suo primo libro, e dopo l'indipendenza del 1962 tornò in Algeria. Nel 1965 ottenne il diploma universitario in letteratura francese e divenne insegnante di liceo in Algeri, prendendo la cattedra nel Liceo Addelkader.
Colette Grégoire morì il 6 gennaio 1966 durante il parto, all'età di 34 anni.

## Poetica
La poetica di Anne Gréki riflette il suo amore per la madre patria, l'Aurès, e il suo credo politico. Scrive sulla sua madrepatria:
(Anna Gréki)
Le sue produzioni sono fra le migliori prodotte durante la guerra per l'indipendenza algerina. Il suo lavoro elogia le donne che hanno avuto il coraggio di unirsi alla lotta per la libertà con ottimismo guardando al futuro. Non voleva lasciar trapelare dai suoi scritti l'angoscia e la tensione subita in prigione, cercando sempre di dare positività alle donne che la circondavano. Scrisse:
The future is for tomorrow. The future is for soon enough.

The sun of our hands takes on a wild light

light in the naked anger that rises to our mouths,

multiple memory makes the future ripen,

this memory sweet to the tooth. In prison

being free takes on the single of our loves,

love the precise voice of these endless struggles

that have thrown us in there, standing

on the graves of olives and men.

The cruelty of our life will be understood and justified»
Il futuro è per domani. Il futuro è tra non molto.

Il sole delle nostre mani assume una luce selvaggia

luce nella nuda rabbia che sale alle nostre bocche,

la memoria collettiva rende il futuro maturo,

e questo ricordo dolce al gusto. In prigione

essere liberi sfida ogni nostro amore,

amate la voce precisa di queste lotte senza fine

che ci hanno gettato lì dentro, in piedi

sulle tombe degli ulivi e degli uomini.

La crudeltà della nostra vita sarà capita e giustificata»
(Anna Gréki)
E ancora:
builders of freedom and tenderness,

and I tell you till tomorrow

because we know

The future is for tomorrow.

The future is for soon enough.»
Costruttrici della libertà e tenerezza

E vi dico di aspettare domani

Noi sappiamo infatti

Il futuro è presto

Il futuro è tra non molto.»
(Anna Gréki)
Il periodico francese Europe pubblicò le prime poesie di Anna Gréki nel giugno 1960. La poetessa diede alle stampe un solo volume di poesie mentre era in vita, Algérie capitale Alger, pubblicato nel 1963 in Tunisia e tradotto in arabo dal critico cinematografico Tahar Cheriaa. La prefazione è stata scritta da Mostefa Lacheraf, scrittore e storico algerino. Lascia non pubblicata una seconda raccolta di poesie e un romanzo incompiuto.

## Opere
- Algérie, Capitale Alger, prefazione di Mostefa Lacheraf (testo originale e traduzione in arabo di Tahar Cheriaa), Société nationale d'éditions et de diffusion, Tunis et Pierre Jean Oswald, Paris, 1963.
- Anna Gréki e Mohammed Khadda, Éléments pour un art nouveau, Galerie Pilote (Edmond Charlot), Alger, 1966.
- Temps forts, Présence africaine, Paris, 1966.
- Théories, prétextes et réalités, Présence Africaine, 1966.